# Cerciîk, Iavoriv
Cerciîk (în ucraineană Черчик) este un sat în comuna Rohizno din raionul Iavoriv, regiunea Liov, Ucraina.

## Demografie
Componența lingvistică a localității Cerciîk
     Ucraineană (99,66%)
     Alte limbi (0,33%)
Conform recensământului din 2001, majoritatea populației localității Cerciîk era vorbitoare de ucraineană (99,66%), existând în minoritate și vorbitori de alte limbi.